# Lyssomanes camacanensis
Lyssomanes camacanensis är en spindelart som beskrevs av Galiano 1980. Lyssomanes camacanensis ingår i släktet Lyssomanes och familjen hoppspindlar. Inga underarter finns listade i Catalogue of Life.